# 約斐爾
約斐爾（希伯來語：יופיאל‬），意為「神之美」，也譯為約菲爾或祖菲爾，是猶太教與基督教中的一位天使。相傳身份和座天使沙法爾（Zaphkiel，意為「神的守護者」）經常混淆。約斐爾於聖公宗的圖像藝術中通常以手持烈燄聖劍的天使長形像出現。

## 宗教與魔法傳說

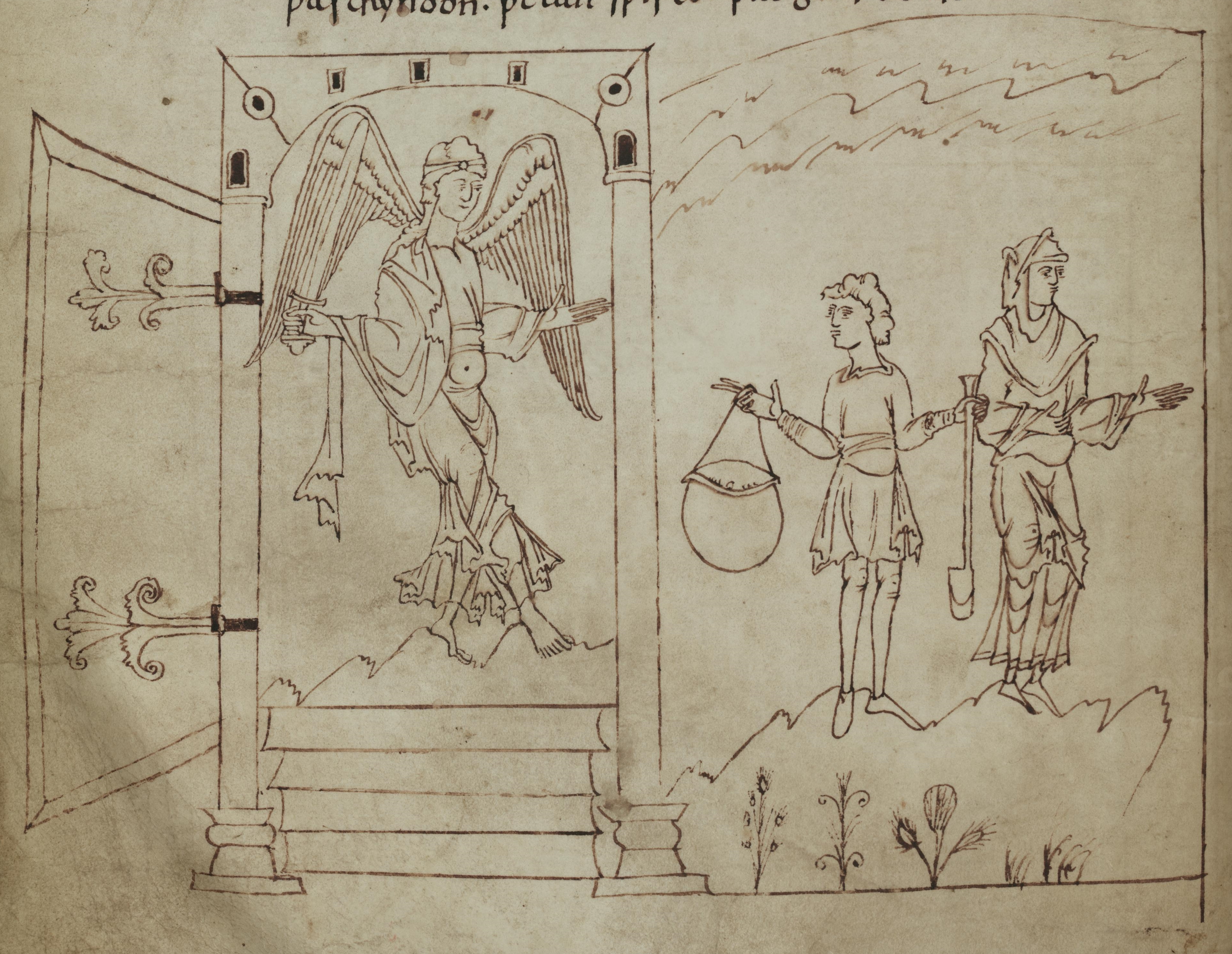
根據羅勃·閔斯·勞倫斯、亞瑟·德·布勒（Arthur de Bles）和 R. L. 吉爾斯（R. L. Giles）的說法，約斐爾就是奉命將亞當和夏娃逐出天堂的天使。

根據偽經《摩西啟示錄》，約斐爾還有一個名字叫做迪納（Dina），約斐爾/迪納被描述為是第七重天的天使，妥拉 (其自身即智慧) 的卡巴拉守護者，並是在造物之初教導靈魂學習70種語言的天使。《光輝之書》將祂列為統轄53支軍團的首席大天使，並負責監管在安息日對妥拉的誦讀。據說約斐爾還是天使梅塔特隆的同伴。 根據在《以西結書》中，約斐爾是有四張臉、四個手腕以及四片翼的天使長。
克拉拉·厄斯金·克萊門特在她的《藝術中的天使》（Angels in Art）一書中說約斐爾是閃、含和雅弗的導師，阿格里帕·馮·內特斯海姆和湯瑪斯·路德同樣認為約斐爾是閃的導師。
約斐爾是卡巴拉天使長，這包括中古早期的神學家偽丟尼修所列的天使名單在內的多份名單都持同樣觀點。《自然魔法萬年曆》列出約斐爾是卡巴拉生命樹的第二個質點 （智慧）的天使，而《所羅門之鑰》的變體版《所羅門眞實之鑰》（The Veritable Clavicles of Solomon），以及《摩西六書與七書》也持相同觀點，後兩本著作都是衍生自《自然魔法萬年曆》。阿格里帕將約斐爾歸於土星的天使，但帕拉塞爾蘇斯卻認為祂是屬於木星的天使，湯瑪斯·路德則將約斐爾的黃道帶與卡巴拉生命樹的第三個質點 Binah (理解/領悟) 連繫在一起。阿塔納斯·珂雪將約斐爾以拉丁語命名為，意即「美之天使」。根據羅伯·安貝朗的看法，約斐爾是智天使的掌管者，特別是於七十二字母神名中所提到的天使。

## 文學
《愛與光之天使》（Angels of Love and Light）描述約斐爾為「天國中的天使長，藝術家和啟發的守護聖者，祂教導外在意識和個人內在之光的力量」。祂也被描述為是「智慧、啟發與恆久不變的黃色光束」，並將祂的天使伴侶（Archeia）一同列出，如同克莉絲汀（Christine）所說：
| “ | 通過啟示之光的輻射，祂將此種感知攪拌打動至對靈性事物的熱望。祂幫助人們吸納訊息，不斷學習並通過測驗，消除無知、傲慢和狹隘的思想，揭露政府和公司企業社團的不正當行為。約斐爾協助我們對抗環境汙染，淨化我們的星球並為人類帶來美的禮物。祂也為藝術創作和智力創作提供靈感，幫助藝術類計劃的實施，讓人類看到並欣賞我們周圍的美之事物。 | ” |

在約翰·密爾頓的史詩《失樂園》中，提到約斐爾是「擁有智天使中最迅捷的羽翼」（《失樂園》第四章，535節）。
祖菲爾（Zophiel）是瑪麗亞·高文·布魯克斯所寫的一首詩裡的主題對象。

## 畫廊

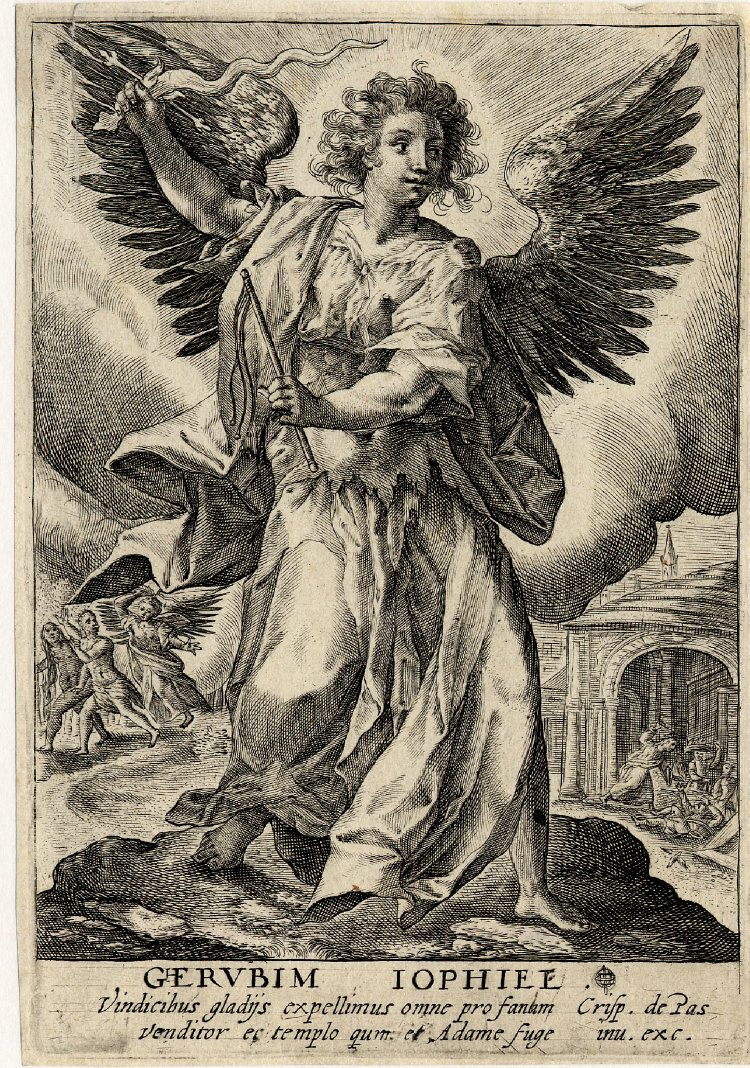
智天使約斐爾雕版畫，1590–1637年。大英博物館，倫敦。
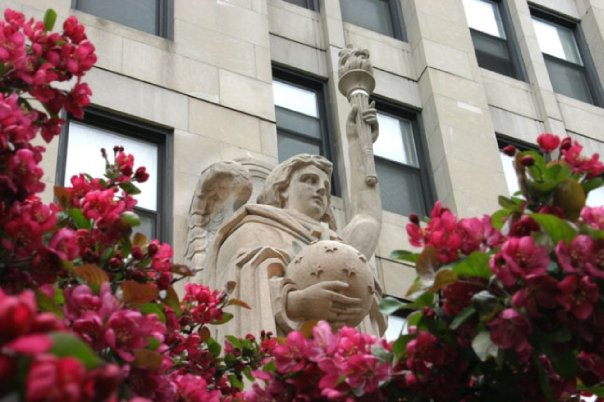
大天使約斐爾雕像，位於伊利諾州芝加哥曼德林學院（英语：Mundelein College）的摩天大樓建築入口。
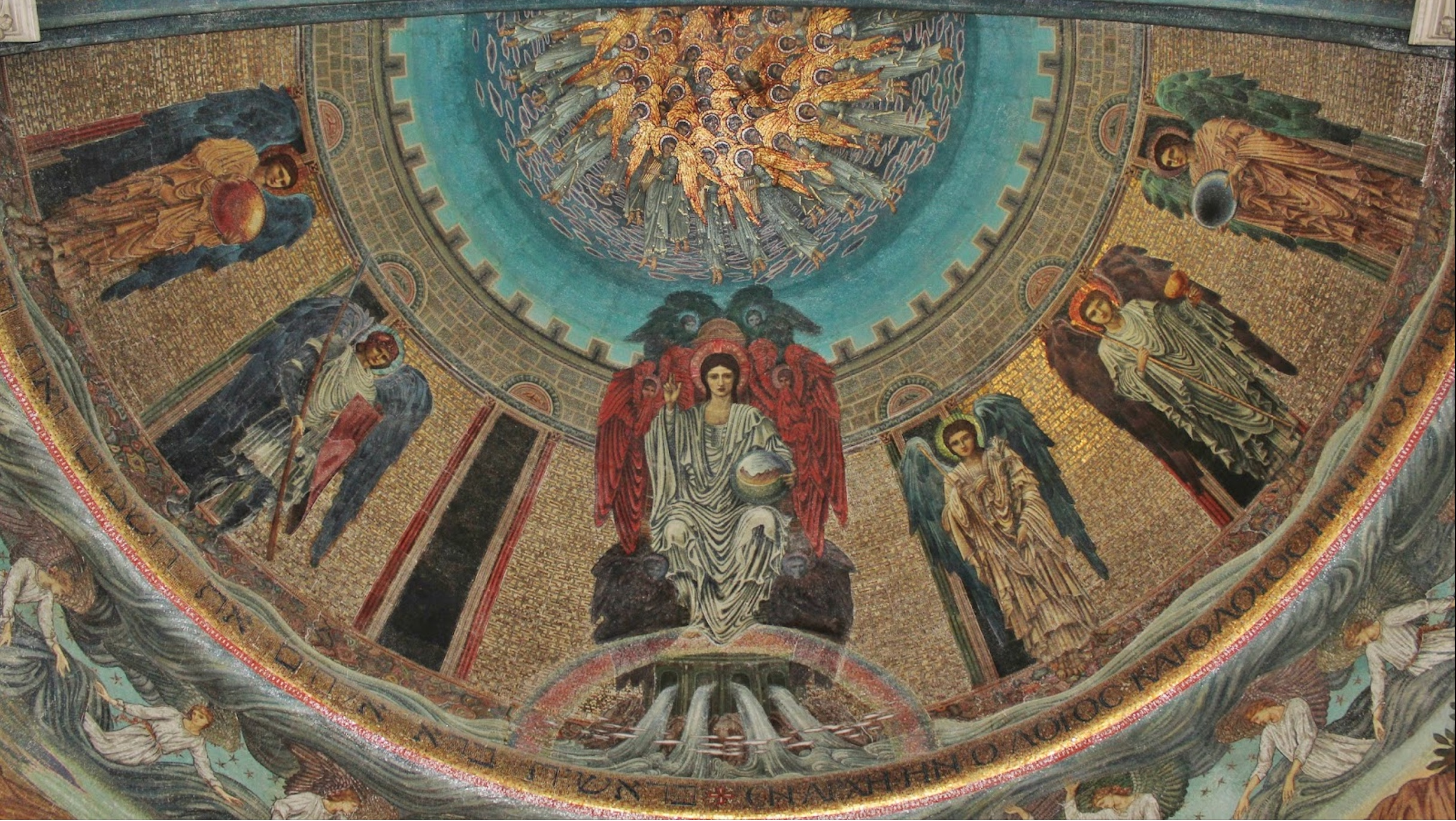
位於羅馬城內聖保羅教堂的馬賽克鑲嵌畫「坐在新耶路撒冷王座上的基督」，基督兩邊描繪五名天使長，從左到右分別是：烏列爾、米迦勒、加百列、基繆爾、祖菲爾（手捧月亮）。
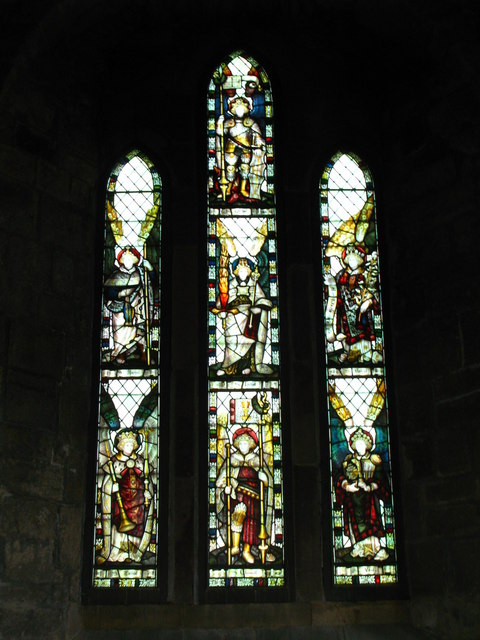
七大天使長，約斐爾位於正中位置，祂右手持烈燄聖劍，左手持權杖。花窗玻璃，位於英國諾森伯蘭郡沃登（英语：Warden, Northumberland）的聖米迦勒暨諸天使堂。